# Birkî, Bobrovîțea
Birkî (în ucraineană Бірки) este un sat în comuna Sokolivka din raionul Bobrovîțea, regiunea Cernihiv, Ucraina.

## Demografie
Componența lingvistică a localității Birkî
     Ucraineană (96,38%)
     Rusă (2,17%)
     Belarusă (1,45%)
Conform recensământului din 2001, majoritatea populației localității Birkî era vorbitoare de ucraineană (96,38%), existând în minoritate și vorbitori de rusă (2,17%) și belarusă (1,45%).